# Fußball-Weltmeisterschaft der Frauen 2019/Japan
Dieser Artikel behandelt die japanische Fußballnationalmannschaft der Frauen bei der Fußball-Weltmeisterschaft der Frauen 2019 in Frankreich. Japan nahm zum achten Mal an der Endrunde teil und ist damit weiterhin die einzige asiatische Mannschaft, die für alle WM-Endrunden qualifiziert war.

## Qualifikation
Als Qualifikation zur WM-Endrunde  für die asiatischen Mannschaften diente wie zuvor die Asienmeisterschaft, die 2018 in Jordanien ausgetragen wurde. Als Meister der vorherigen Austragung war Japan automatisch qualifiziert.
Für die Meisterschaft nominierte Nationaltrainerin  Asako Takakura, die im April 2016 das Amt übernommen hatte, nachdem sich Japan nicht für die Olympischen Spiele 2016 qualifizieren konnte, 23 Spielerinnen, darunter nur noch acht Spielerinnen, die schon zum Kader für die WM 2015 gehört hatten.
Die japanische Mannschaft gewann das erste Spiel gegen Vietnam mit 4:0 und kam im zweiten Spiel nur zu einem torlosen Remis gegen Südkorea. Dem folgte ein 1:1 im letzten Spiel gegen Australien. Da Australien gegen Südkorea ebenfalls 0:0 gespielt hatte, gegen Vietnam aber mehr Tore erzielen konnte, wurde Japan Gruppenzweiter. Dabei profitierten sie auch davon, dass sie im direkten Vergleich mit Südkorea ein Tor mehr in den Spielen gegen Australien und Südkorea erzielt hatten und somit Südkorea auf den dritten Platz verweisen konnten. Damit standen die Japanerinnen im Halbfinale und hatten sich für die WM-Endrunde qualifiziert. Gegner im Halbfinale war China. Mana Iwabuchi brachte ihre Mannschaft in der 39. Minute in Führung. Weitere Tore fielen erst in der Schlussphase. Zunächst erhöhte die in der 73. Minute eingewechselte Kumi Yokoyama in der 85. und 88. Minute auf 3:0, in der 90. Minute gelang den Chinesinnen dann ebenfalls noch ein Tor.
Im Finale kam es zur Neuauflage des Finales von 2014 gegen Australien und wie vier Jahre zuvor gewannen die Ostasiatinnen mit 1:0, wobei Elise Kellond-Knight in der 14. Minute einen Elfmeter nicht zur australischen Führung verwandeln konnte. Den Siegtreffer erzielte Kumi Yokoyama in der 84. Minute, nachdem sie erst in der 72. Minute eingewechselt worden war.
Im Turnier wurden 20 Spielerinnen eingesetzt, von denen aber nur Kapitänin Saki Kumagai alle fünf Spiele mitmachte. Auf vier Einsätze kamen zehn Spielerinnen.
Insgesamt erzielten die japanischen Spielerinnen neun Tore. Die meisten Tore erzielte Kumi Yokoyama (4), die damit zusammen mit zwei Chinesinnen und einer Thailänderin zweitbeste Torschützin des Turniers war. Insgesamt trafen fünf japanische Spielerinnen beim Turnier ins Tor. Mit insgesamt neun Toren und 1,8 Toren pro Spiel erzielte die japanische Mannschaft absolut und relativ die wenigsten Tore der qualifizierten Mannschaften. Allerdings musste Japan – ebenso wie die Australierinnen, die nur zwei Tore mehr erzielten – auch viermal gegen Mannschaften antreten, die sich ebenfalls für die WM qualifiziert haben.

### Gruppenspiele
| Pl. | Land       | Sp. | S | U | N | Tore    | Diff. | Punkte |
| --- | ---------- | --- | - | - | - | ------- | ----- | ------ |
| 1.  | Australien | 3   | 1 | 2 | 0 | 009:100 | +8    | 05     |
| 2.  | Japan      | 3   | 1 | 2 | 0 | 005:100 | +4    | 05     |
| 3.  | Südkorea   | 3   | 1 | 2 | 0 | 004:000 | +4    | 05     |
| 4.  | Vietnam    | 3   | 0 | 0 | 3 | 000:160 | −16   | 0      |

| 7. April 2018, King Abdullah II Stadium in Amman     |   |         |           |                                      |
| Japan                                                | – | Vietnam | 4:0 (2:0) | Yokoyama, Iwabuchi, Nakajima, Tanaka |
| 10. April 2018, Amman International Stadium in Amman |   |         |           |                                      |
| Südkorea                                             | – | Japan   | 0:0       |                                      |
| 13. April 2018, Amman International Stadium in Amman |   |         |           |                                      |
| Australien                                           | – | Japan   | 1:1 (0:0) | Sakaguchi                            |

### Halbfinale
| 17. April 2018 | China | – | Japan | 1:3 (0:1) | Yokoyama (2), Iwabuchi; Li Ying |

### Finale
| 20.04.2018 | Amman | Japan | – | Australien | 1:0 (1:0) | Yokoyama |

## Vorbereitung
Im Juni 2018 gewannen die Japanerinnen in Wellington gegen Neuseeland mit 3:1. Ende Juli/Anfang August 2018 nahmen die Japanerinnen wie im Vorjahr am Tournament of Nations in den USA teil, wo sie nach drei Niederlagen gegen Brasilien (1:2), Australien (0:2) sowie den USA (2:4) den letzten Platz belegten. Besser lief es beim Fußballturnier der Asienspiele von Mitte bis Ende August, wo die Japanerinnen mit Siegen gegen Thailand (2:0), Vietnam (7:0), Nordkorea (2:1), Südkorea (2:1 im Halbfinale) und China (1:0 im Finale) die Goldmedaille gewannen. Zum Abschluss des Länderspieljahres gastierte Norwegen in Japan und wurde mit 4:1 besiegt. Ende Februar/Anfang März 2019 nahmen die Japanerinnen erstmals am SheBelieves Cup teil Nach je einem Sieg (3:1 gegen Brasilien),  Remis (2:2 gegen  Gastgeber USA) und einer Niederlage (0:3 gegen Turniersieger England) wurde der dritte Platz belegt. Am 4. April verloren die Japanerinnen in Auxerre gegen WM-Gastgeber Frankreich mit 1:3 und erreichten am 9. April in Paderborn ein 2:2 gegen Deutschland. Am 2. Juni spielten die Japanerinnen in Le Touquet (Frankreich) gegen WM-Teilnehmer Spanien (1:1).

### Kader
Am 10. Mai wurde der Kader benannt. Riko Ueki wurde verletzungsbedingt am 31. Mai durch Saori Takarada ersetzt.
| Nr.        | Spielerin        | Geburts- datum | Debüt   | Verein                    | Länder- spiele | Länder- spieltore | Letzter Einsatz | WM-Spiele, -Tore        | WM 2019 | WM 2019 | WM 2019     | WM 2019         | WM 2019    | WM 2019 |
| Nr.        | Spielerin        | Geburts- datum | Debüt   | Verein                    | Länder- spiele | Länder- spieltore | Letzter Einsatz | WM-Spiele, -Tore        | Sp.     | Tor     | Gelbe Karte | Gelb-Rote Karte | Rote Karte |         |
| Tor        | Tor              | Tor            | Tor     | Tor                       | Tor            | Tor               | Tor             | Tor                     | Tor     | Tor     | Tor         | Tor             | Tor        |         |
| ---------- | ---------------- | -------------- | ------- | ------------------------- | -------------- | ----------------- | --------------- | ----------------------- | ------- | ------- | ----------- | --------------- | ---------- | ------- |
| 21         | Chika Hirao      | 31.12.1996     | 2018    | Albirex Niigata Ladies    | 02             | 0                 | 09.04.2019      |                         |         |         |             |                 |            |         |
| 1          | Sakiko Ikeda     | 08.09.1992     | 2017    | Urawa Red Diamonds Ladies | 014            | 0                 | 16.08.2018      |                         |         |         |             |                 |            |         |
| 18         | Ayaka Yamashita  | 29.09.1995     | 2015    | NTV Beleza                | 027            | 0                 | 02.06.2019      |                         | 4       |         |             |                 |            |         |
| Abwehr     |                  |                |         |                           |                |                   |                 |                         |         |         |             |                 |            |         |
| 5          | Nana Ichise      | 04.08.1997     | 2017    | Vegalta Sendai Ladies     | 016            | 0                 | 02.06.2019      |                         | 3       |         |             |                 |            |         |
| 4          | Saki Kumagai     | 17.10.1990     | 2008    | Olympique Lyon            | 104            | 0                 | 02.06.2019      | 12 (2011, 2015)         | 4       |         |             |                 |            |         |
| 12         | Moeka Minami*    | 07.12.1998     | 2019    | Urawa Red Diamonds Ladies | 05             | 0                 | 02.06.2019      |                         | 1       |         |             |                 |            |         |
| 16         | Asato Miyagawa*  | 24.02.1998     | 2019    | NTV Beleza                | 05             | 0                 | 02.06.2019      |                         |         |         |             |                 |            |         |
| 23         | Shiori Miyake    | 13.10.1995     | 2013/14 | INAC Kōbe Leonessa        | 018            | 0                 | 02.06.2019      |                         |         |         |             |                 |            |         |
| 3          | Aya Sameshima    | 16.06.1987     | 2008    | INAC Kōbe Leonessa        | 109            | 05                | 02.06.2019      | 12 (2011, 2105)         | 4       |         | 1           |                 |            |         |
| 22         | Risa Shimizu     | 15.06.1996     | 2018    | NTV Beleza                | 024            | 0                 | 02.06.2019      |                         | 4       |         | 1           |                 |            |         |
| 2          | Rumi Utsugi      | 05.12.1988     | 2005    | Reign FC                  | 113            | 06                | 02.06.2019      | 11 (2007, 2011, 2015)   |         |         |             |                 |            |         |
| Mittelfeld |                  |                |         |                           |                |                   |                 |                         |         |         |             |                 |            |         |
| 14         | Yui Hasegawa     | 29.01.1997     | 2017    | NTV Beleza                | 036            | 06                | 02.06.2019      |                         | 3       | 1       |             |                 |            |         |
| 17         | Narumi Miura     | 03.07.1997     | 2018    | NTV Beleza                | 009            | 0                 | 02.06.2019      |                         | 4       |         |             |                 |            |         |
| 15         | Yūka Momiki      | 09.04.1996     | 2017    | NTV Beleza                | 025            | 07                | 02.06.2019      |                         | 1       |         |             |                 |            |         |
| 7          | Emi Nakajima     | 27.09.1990     | 2011    | INAC Kōbe Leonessa        | 070            | 14                | 02.06.2019      |                         | 4       |         |             |                 |            |         |
| 10         | Mizuho Sakaguchi | 15.10.1987     | 2006    | NTV Beleza                | 125            | 29                | 20.04.2018      | 12,1 (2007, 2011, 2015) |         |         |             |                 |            |         |
| 6          | Hina Sugita      | 31.01.1997     | 2018    | INAC Kōbe Leonessa        | 07             | 0                 | 02.06.2019      |                         | 4       |         | 1           |                 |            |         |
| Angriff    |                  |                |         |                           |                |                   |                 |                         |         |         |             |                 |            |         |
| 19         | Jun Endō*        | 24.05.2000     | 2019    | NTV Beleza                | 05             | 0                 | 02.06.2019      |                         | 3       |         |             |                 |            |         |
| 8          | Mana Iwabuchi    | 18.03.1993     | 2010    | INAC Kōbe Leonessa        | 061            | 20                | 11.11.2018      | 10,1 (2011, 2015)       | 4       | 1       | 1           |                 |            |         |
| 11         | Rikako Kobayashi | 21.07.1997     | 2019    | NTV Beleza                | 005            | 01                | 09.04.2019      |                         | 2       |         |             |                 |            |         |
| 9          | Yuika Sugasawa   | 05.10.1990     | 2010    | Urawa Red Diamonds Ladies | 063            | 18                | 02.06.2019      | 4,1 (2015)              | 4       | 1       |             |                 |            |         |
| 13         | Saori Takarada*  | 27.12.1999     | 2019    | Cerezo Osaka Sakai Ladies | 000            | 0                 |                 |                         | 3       |         |             |                 |            |         |
| 20         | Kumi Yokoyama    | 13.08.1993     | 2015    | AC Nagano Parceiro Ladies | 041            | 17                | 02.06.2019      |                         | 2       |         |             |                 |            |         |

1. ↑  Mit "*" markierte Spielerinnen wurden 2018 U-20-Weltmeister
2. ↑  Stand: Mai 2019
3. 1 2  Stand: 2. Juni 2019

## Auslosung
Für die am 8. Dezember 2018 stattgefundene Auslosung der WM-Gruppen war Japan aufgrund der Platzierung in der FIFA-Weltrangliste vom 7. Dezember 2018 nur Topf 2 zugeteilt. Die Mannschaft konnte somit auf Weltmeister USA, Deutschland oder Gastgeber Frankreich treffen. Aufgrund des Modus konnte sie nicht auf eine der vier anderen Mannschaften des asiatischen Verbandes treffen. Japan wurde der Gruppe D mit England, Argentinien und Neuling Schottland zugelost.
Gegen England gab es bisher vier Spiele mit einem Sieg, zwei Remis und einer Niederlage. Das erste Spiel gab es in der Vorrunde der WM 2007 und endete 2:2. 2011 verloren sie in der Vorrunde mit 0:2, wurden danach aber Weltmeister, wogegen England im Viertelfinale ausschied. Bei einem Freundschaftsspiel im Juni 2013 trennten sie sich in England mit 1:1. Im Halbfinale der letzten WM gab es dann mit 2:1 den ersten Sieg, begünstigt durch ein Eigentor einer englischen Spielerin in der Nachspielzeit.
Gegen Argentinien ist die Bilanz mit vier Siegen makellos, darunter ein 6:0 in der WM-Vorrunde 2003 (höchster Sieg einer asiatischen gegen eine südamerikanische Mannschaft)  und ein 1:0 in der WM-Vorrunde 2007. Gegen Schottland gab es bisher nur zwei Freundschaftsspiele, beide auf neutralem Platz, die mit 4:0 und 2:0 in den Jahren 2006 und 2007 gewonnen wurden.

## Gruppenspiele
| Pl. | Land        | Sp. | S | U | N | Tore    | Diff. | Punkte |
| --- | ----------- | --- | - | - | - | ------- | ----- | ------ |
| 1.  | England     | 3   | 3 | 0 | 0 | 005:100 | +4    | 09     |
| 2.  | Japan       | 3   | 1 | 1 | 1 | 002:300 | −1    | 04     |
| 3.  | Argentinien | 3   | 0 | 2 | 1 | 003:400 | −1    | 02     |
| 4.  | Schottland  | 3   | 0 | 1 | 2 | 005:700 | −2    | 01     |

| Mo., 10. Juni 2019 in Paris  |   |            |           |
| Argentinien                  | – | Japan      | 0:0       |
| Fr., 14. Juni 2019 in Rennes |   |            |           |
| Japan                        | – | Schottland | 2:1 (2:0) |
| Mi., 19. Juni 2019 in Nizza  |   |            |           |
| Japan                        | – | England    | 0:2 (0:1) |

## K.o.-Runde
Als Gruppenzweite treffen die Japanerinnen im Achtelfinale auf Europameister Niederlande, Gruppensieger der Gruppe E. Beide trafen schon 2015 im Achtelfinale aufeinander, wo Japan mit 2:1 gewann. Danach gab es drei Niederlagen und einen Sieg gegen die Niederländerinnen. Im letzten Spiel beim Algarve-Cup 2018 verlor Japan mit 2:6. Die Japanerinnen verloren diesmal mit 1:2 und schieden als letzte asiatische Mannschaft aus.
| Di., 25. Juni 2019 um 21:00 (MESZ) in Rennes |   |       |           |
| Niederlande                                  | – | Japan | 2:1 (1:1) |

## Auszeichnungen
- Mana Iwabuchi: Spielerin des Spiels gegen Schottland